# Doxycycline
La doxycycline (DCI) est une molécule de la famille des cyclines utilisée comme médicament antibiotique. C'est une tétracycline semi-synthétique développée au début des années 1960 par Pfizer Inc. et commercialisée sous le nom Vibramycine (en anglais : Vibramycin). La Vibramycine fut autorisée par la FDA en 1967 et fut le premier antibiotique à spectre large à prise quotidienne de Pfizer Inc. La doxycycline est la substance active d'autres médicaments comme Monodox, Periostat, Vibra-Tabs, Doryx, Vibrox, Adoxa, Doxyhexal et Atridox. Elle est efficace sur les bactéries intracellulaires.

## Usage
Elle est habituellement utilisée soit sous forme monohydrate ou sous la forme d'un sel (hyclate).
On utilise cet antibiotique dans les affections suivantes :
- la syphilis (tréponème) ;
- les chlamydioses ;
- l'acné inflammatoire ;
- la maladie du charbon (Bacillus anthracis) ;
- le choléra (Vibrio cholerae) ;
- la peste (Yersinia pestis) ;
- la maladie de Lyme (Borrélies) ;
- la fièvre Q (Coxiella burnetii) ;
- la brucellose ;
- les infections à Mollicutes  (Mycoplasma et Ureaplasma surtout) ;
- les gonococcies ;
- la pasteurellose ;
- les rickettsioses ;
- les infections à Haemophilus influenzae ;
- la tularémie.

La prophylaxie du paludisme ainsi que de la maladie de Lyme peuvent être dans certains cas du ressort de la doxycycline.

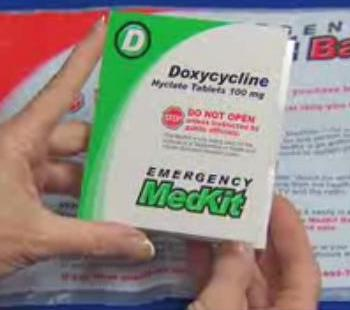
Paquet de Doxycycline américain

## Effets indésirables
La doxycycline est un médicament globalement sûr, d'où sa large utilisation y compris en traitement chronique et prophylactique. 
Néanmoins, il existe certaines contre-indications, en général les mêmes que pour les tétracyclines, notamment chez les patients atteints de lupus ou de troubles du foie, la doxycycline étant hépatotoxique et pouvant donc faire empirer voire provoquer une stéatose,,.
Elle a aussi parmi ses effets indésirables de pouvoir provoquer une photosensibilité (réaction chimique provoquée par la trop grande présence de substance photoréactive dans la peau et réagissant sous l'action des rayons UV ou visibles), ce qui peut être gênant dans le cas du traitement contre la malaria dans des pays très ensoleillés. Elle peut aussi provoquer, plus rarement, des mycoses buccales et génitales ; puisque la doxycycline se lie aux os et est hématotoxique, elle est à proscrire chez les femmes enceintes (troubles hépatiques, hernie inguinale potentielle chez le bébé) ou allaitantes ainsi que chez les enfants de moins de 8 ans (ralentissement réversible de la croissance osseuse et coloration jaune irréversible des dents avec un risque accru de caries). Les autres éventuels effets secondaires répertoriés sont : des maux de tête et nausées, diarrhées, maux de ventres, vomissements, troubles du sommeil, insomnies.
Enfin, il est recommandé de prendre la doxycycline au cours du repas du soir, au moins une heure avant de dormir, avec beaucoup d'eau et en position assise, car les comprimés restent facilement bloqués dans l'œsophage où ils peuvent provoquer des ulcères (généralement bénins mais douloureux).

## Divers
La doxycycline fait partie de la liste des médicaments essentiels de l'Organisation mondiale de la santé (liste mise à jour en avril 2013).